# Giv'at Achihud
Giv'at Achihud (hebrejsky: גבעת אחיהוד) je vrch o nadmořské výšce 122 metrů v severním Izraeli, v Dolní Galileji.
Nachází se cca 8 kilometrů západně od města Karmi'el. Má podobu nevýrazného odlesněného návrší, jehož vrcholovou plošinu pokrývá průmyslová zóna Bar Lev. Na jižní straně terén prudce spadá do plochého údolí, kterým přitéká z hor Dolní Galileji vádí Nachal Chilazon. Podél východního okraje kopce do něj od severu ústí i vádí Nachal Šagor, které odvodňuje západní část údolí Bejt ha-Kerem. Toto údolí již je výběžkem pobřežní nížiny, respektive Zebulunského údolí. Na západě na Giv'at Achihud navazuje pahorek Giv'at Javor. Na jeho severozápadním úpatí se rozkládá vesnice Achihud a poblíž i vesnice Jas'ur. Na severovýchodní straně terén stoupá do svahů hory Har Gamal.